# مشاركة انتخابية

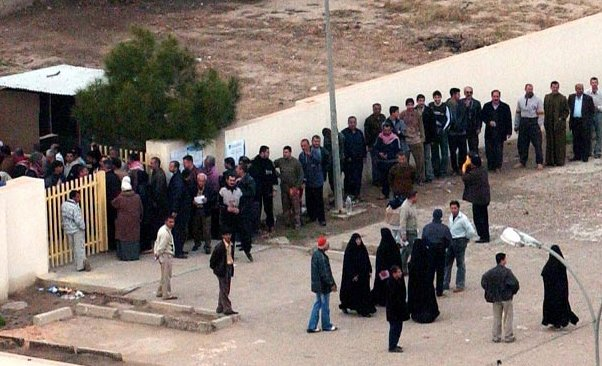

إقبال الناخبين (بالإنجليزية: Voter turnout)‏، هو النسبة المئوية للناخبين المؤهلين الذين أدلوا بأصواتهم في الانتخابات. تختلف أهلية كل ناخب باختلاف البلد إذ لا ينبغي الخلط بين السكان المؤهلين للتصويت وبين مجموع السكان البالغين بشكل عام. كثيرًا ما يندرج السنّ والمواطنة من بين المعايير المستخدمة لتحديد الأهلية، ولكن في بعض البلدان، تزيد هذه المعايير من تقييد الأهلية على أساس الجنس أو العرق أو الدين.
بعد أن تزايد عدد الناخبين لعقود عديدة، وُجد اتجاه يدعو إلى خفض نسبة الإقبال على التصويت في معظم الديمقراطيات الراسخة منذ الثمانينات. وبشكل عام، تُعزى نسبة الإقبال المنخفضة إلى خيبة الأمل أو اللامبالاة أو الشعور بعدم الجدوى (الاعتقاد بأن التصويت لا يُحدث أي فرق). وفقًا للعالمين السياسييَن في جامعة ستانفورد، آدم بونيتشا ومايكل مكفاول، ثمَّة إجماع بين العلماء السياسيين على أن «الديمقراطيين يؤدّون أدوارهم بشكل أفضل عندما يصوت المزيد من الناس».
يُعتبر انخفاض نسبة الإقبال أمرًا غير مرغوب فيه في معظم الأحيان. ونتيجةً لذلك، بُذلت جهود عديدة لزيادة نسبة إقبال الناخبين وتشجيع المشاركة في العملية السياسية. وعلى الرغم من الدراسة الهامة التي أُجريت في صدد هذه المسألة، ينقسم العلماء بآرائهم بشأن أسباب انخفاض هذه النسبة. يكمن السبب وراء هذا في وجود مجموعة واسعة من العوامل الاقتصادية والديموغرافية والثقافية والتكنولوجية والمؤسسية.
تختلف معدلات الإقبال على التصويت اختلافًا شديدًا في جميع البلدان. على سبيل المثال، تمثَّل الإقبال على الانتخابات الرئاسية في الولايات المتحدة عام 2012 في حوالي 55%. في كل من بلجيكا، التي تمارس الانتخاب الإجباري، ومالطا، تصل نسبة الإقبال إلى حوالي 95%. يُمارَس في بلجيكا الانتخاب الإجباري الذي كثيرًا ما يُفسَّر على أنه تصويت إجباري.

## أسباب الاقتراع
إن فرصة تحديد أي صوت من أصوات الناخبين للنتيجة النهائية يُعتبر أمرًا بعيد المنال. إذ تُظهر بعض الدراسات أن صوت واحد في خطة الاقتراع، مثل المُجمَّع الانتخابي في الولايات المتحدة، يملك فرصة أقل في تحديد النتيجة النهائية. تدَّعي دراسات أخرى أن المُجمَّع الانتخابي يزيد من قوة التصويت. وجدت الدراسات باستخدام نظرية الألعاب، التي تنظر في قدرة الناخبين على التآثر، أن نسبة المشاركة المتوقعة في أي انتخابات يجب أن تساوي صفر.
إن الصيغة الأساسية لتحديد ما إذا كان شخص ما سوف يصوّت، استنادًا إلى افتراض مزعوم مفاده أن الناس يتصرفون بعقلانية تمامًا، هي:
PB + D > C،
إذ تمثّل:
- P احتمال أن يؤثر تصويت الفرد على نتيجة الانتخابات،
- B الفائدة المتوقعة في حال انتُخب الحزب أو المرشح السياسي المفضل لذلك الناخب،
- D يُمثل في الأصل الديمقراطية أو الترابط الاجتماعي، ولكنه يمثل هنا أي منفعة اجتماعية أو شخصية يحصل عليه أي فرد من التصويت، و
- C الوقت والجهد والتكلفة المالية التي تنطوي عليها عملية التصويت.

بما أن نسبة P تساوي صفر تقريبًا في معظم الانتخابات، فإن نسبة PB أيضًا تكون قريبة من الصفر، وهكذا فإن D يُمثل أهم عامل في تحفيز الناس على التصويت. ولكي يُدلي الشخص بصوته، يجب أن تكون نسبة هذه العوامل مجتمعة أكثر من نسبة C. وقد وجد العلم السياسي التجريبي أنه حتى في حال كانت نسبة التصويت أكبر من الصفر، فإن ذلك لا يؤثر على نسبة إقبال الناخبين. وقد أجرى الباحثيَن إنوس وفولر (2014) تجربة ميدانية تستغل الفرصة النادرة لانتخابات مقيدة لمنصب سياسي كبير. وذلك عن طريق إخبار المواطنين بأن الانتخابات الخاصة لكسر التعادل ستكون قريبة (أي نسبة عالية من P) وسيكون لها تأثير بسيط على إقبال الناخبين.
طوَّر ريكر وأوردشوك المعنى الحديث لـ D. إذ وضعا خمسة أشكال رئيسية من المنفعة التي يحصل عليها الأفراد من التصويت وهي: الامتثال للالتزام الاجتماعي بالتصويت; تأكيد ولاء الفرد للنظام السياسي; تأكيد التفضيلات الحزبية لكل فرد (تُعرف أيضًا بالتصويت المعبر، أو التصويت لصالح مرشح ما للإعراب عن تأييد الفرد له، وليس لتحقيق أي نتيجة)؛ تأكيد أهمية الفرد بالنسبة للنظام السياسي؛ وبالنسبة لأولئك الذين يجدون السياسة مثيرة للاهتمام، فإنهما يؤكدان على دورهم في عمليات البحث واتخاذ القرار. قام علماء سياسيون آخرون منذ ذلك الحين بإضافة عوامل أخرى وشككوا في بعض الافتراضات التي وضعها ريكر وأوردشوك. لا تُعتبر جميع هذه المفاهيم دقيقة بطبيعتها، ما يجعل من الصعب اكتشاف سبب اختيار الناس الإدلاء بأصواتهم والانتخاب.
مؤخرًا، نظر العديد من العلماء في إمكانية أن تُمثل B المصلحة الشخصية في النتيجة فقط، بل أيضًا الاهتمام برفاهية الآخرين في المجتمع (أو على الأقل أعضاء آخرين من المجموعة أو الحزب المفضل لدى الفرد). بشكل خاص، أظهرت التجارب التي تم فيها قياس الإيثار باستخدام لعبة الدكتاتور أن الاهتمام برفاهية الآخرين تُعتبر عاملًا رئيسيًا في التنبؤ بنسبة الإقبال والمشاركة السياسية. لوحظ أن هذا العامل يختلف عن العامل D، لأن الناخبين يجب أن يعتقدوا بأن الآخرين يستفيدون من نتيجة الانتخابات، وليس من عملية التصويت في حد ذاتها.

### أسباب عدم الاقتراع
ثمَّة أسباب فلسفية وأخلاقية وعملية يستشهد بها بعض الأفراد لعدم الإدلاء بأصواتهم في السياسة الانتخابية. حدَّد الباحثون أيضًا عدة عوامل إستراتيجية للامتناع عن التصويت إذ يكون الناخب أفضل حالًا بعدم إدلائه بصوته. ويُعرف المثال الأكثر وضوحًا لهذا بـ «مفارقة عدم الحضور»، والتي يمكن أن تحدث في كل من الانتخابات الكبيرة والصغيرة.

## الأهمية
في كثير من الأحيان يعتبر ارتفاع نسبة إقبال الناخبين أمرًا مرغوبًا فيه، على الرغم من أن هذه القضية ما زالت موضع نقاش بين علماء السياسة وخبراء الاقتصاد المتخصصين في الاختيار العام. ويُعتبر الإقبال الكبير على التصويت دليلًا على شرعية النظام السياسية الحالية. إذ كثيرًا ما يختلق الحُكَّام الديكتاتوريون انتخابات زائفة لهذا الغرض. على سبيل المثال، يزعم أن استفتاء صدام حسين لعام 2002 حصل على نسبة مشاركة 100%. وفي بعض الأحيان، تُقاطع أو تُبطل أحزاب المعارضة الأصوات التي تشعر بأنها غير عادلة أو غير شرعية، أو في حال كانت الانتخابات لحكومة ما غير شرعية. على سبيل المثال، أصدر الكرسي الرسولي تعليماته للكاثوليك الإيطاليين بمقاطعة الانتخابات الوطنية لعدة عقود بعد توحيد إيطاليا. في بعض البلدان، ثمَّة تهديدات بالعنف ضد من يصوتون، مثل في انتخابات البرلمان العراقي كانون الأول لعام 2005، التي اعتُبرت مثالًا على قمع المقترعين. غير أن بعض العلماء السياسيين يشككون في الرأي القائل بأن نسبة الإقبال العالية على التصويت تُعتبر تأييد ضمني للنظام. يزعم مارك إن. فرانكلين أنه في الانتخابات البرلمانية الأوروبية، من المرجح أن يقوم معارضي الاتحاد الأوروبي وشرعيته بالتصويت لصالحه.
بالافتراض أن انخفاض معدلات الإقبال في الانتخابات يُمثل انعكاسًا للإحباط أو عدم المبالاة، فإن الاستفتاء الذي يتسّم بانخفاض تلك المعدلات إلى حد كبير قد لا يكون انعكاسًا دقيقًا لسيادة الشعب. ومن ناحية أخرى، في حال كان انخفاض نسبة الإقبال في الانتخابات انعكاسًا لقناعة الناخبين بشأن الفائزين أو الأحزاب المحتملة، فإن ذلك لا يُشكل أي شكل من أشكال الشرعية بقدر ارتفاع نسبته، ما دام الحق في التصويت قائمًا. ومع ذلك، يمكن أن يؤدي انخفاض معدل الإقبال إلى عدم المساواة في التمثيل بين مختلف طبقات السكان. في البلدان المتقدمة، يميل غير الناخبين إلى التركيز على وجه الخصوص على المجموعات الديموغرافية والاجتماعية - الاقتصادية، ولا سيما الشباب والفقراء. ولكن في الهند، التي تتباهى بعدد الناخبين الذي يتجاوز 814 مليون نسمة، فإن العكس هو الصحيح. ذلك أن الفقراء، الذين يشكلون غالبية الديموغرافيا، يدلون بأصواتهم أكثر من الأثرياء والطبقة المتوسطة إذ ترتفع نسبة الإقبال على التصويت في المناطق الريفية عن المناطق الحضرية. أما في البلدان ذات الإقبال المنخفض، تكون هذه المجموعات أقل ظهورًا في الانتخابات. وهذا ينطوي على إمكانية تحريف السياسة. فعلى سبيل المثال، قد يؤدي ارتفاع نسبة الناخبين بين المسنين، مقارنةً بانخفاض نسبة الإقبال بين الشباب، إلى زيادة الأموال المخصصة للرعاية الصحية للمتقاعدين وتقليل معدلات التوظيف في صفوف الشباب. وعلى هذا فإن بعض الدول لديها قواعد تجعل الانتخابات باطلة إذا ما صوَّت عدد ضئيل للغاية من الناس، مثل صربيا، حيث تم إبطال الانتخابات الرئاسية المتعاقبة عام 2003.